# Шевченко (станція)
Шевче́нко — залізнична станція Лиманської дирекції Донецької залізниці на лінії Лиман — Микитівка між станціями Бахмут (8 км) та Сіль (8 км). Розташована в селі Парасковіївка Бахмутського району Донецької області.

## Історія
Роздільний пункт відомий з 1913 року, як пост 25-ї версти на Микитівській гілці приватної Північно-Донецької залізниці, по якому примикала солевозна гілка приватного користування Франко-Російського товариства. Крім того, від даного посту відгалужувалася гілка загального користування до посту 45-ї версти, що знаходився на перегоні Ступки — Кудрявка лінії Краматорська — Попасна казенних Південних залізниць (сучасний закритий зупинний пункт 49 км). У 1914 році по посту 25-ї версти здійснював зупинку вантажно-пасажирський поїзд № 11/12 сполученням Лиман — Микитівка, який курсував щоденно для покращення сполучення міста Бахмут із Луганськом та Слов'янськом. Сучасну назву пост отримав у 1926 році.
Після закінчення Другої Світової війни в результаті будівництва автошляхів загальносоюзного значення, залізнична станція Шевченко опинилася неподалік від розв'язки із автошляхом Харків — Довжанський.

## Пасажирське сполучення
На станції зупинялися приміські поїзди до кінцевих станцій Бахмут, Курдюмівка та Лиман. Через бойові дії, внаслідок російського вторгнення в Україну залізничне сполучення тимчасово припинено.